# Paralamium
Paralamium, monotipski biljni rod iz porodice medićevki, dio je podtribua Plectranthinae. Jedina vrsta je P. griffithii, trajnica iz Kine (Yunnan), Mjanmara, Vijetnama i Indije (Arunachal Pradesh, Assam)

## Opis
Paralamiumi su trajnice, uspravne. Listovi veliki, peteljkasti. Cvatovi su tanki završni tirsi; brakteje i brakteole sitne. Pedicel kratak. Čaška zvonasta, opnasta, s istaknutih 10 vena i proširena u plodu; zubaca 5, stražnji zub najveći, vršak odrezan, vidno zaokrenut u plodu; prednji zubi usko duguljasto lancetasti. Cijev vjenčića produljena, izbočena, vitka, na grlu proširena, 2-usna; gornja usna ravna, duguljasta, blago udubljena; donja usna raširena, 3-režnjevita; srednji režanj veći od bočnih, cjelovit. Prašnika 4, prednja 2 duža, penju se do donje strane gornje usne vjenčića, paralelna, blizu jedna drugoj; filamenti bazalno s cilijama; prašnici jajasti, stanica 2, razdvojene, na vrhu konfluentne. Vrh stila nejednako 2-rascjepljen. Vrh diska skraćen. Oraščići spljošteni, trostruki, okruglasti, sjajni, bez koštice.

## Sinonimi
- Paralamium gracile Dunn; Notes Roy. Bot. Gard. Edinburgh 8: 168 (1913)
- Plectranthus crenulatus Hook.f.; Fl. Brit. India [J. D. Hooker] 4: 623 (1885)
- Plectranthus daoi Phuong; Bot. Zhurn. (Moscow & Leningrad) 67: 1132 (1982)
- Plectranthus griffithii Hook.f.; Fl. Brit. India [J. D. Hooker] 4: 623 (1885)